# جمعية اللسانيات الأمريكية
جمعية اللسانيات الأمريكية (بالإنجليزية: Lignuistic Society of America، اختصارًا LSA) هي جمعية علمية في مجال اللسانيات. تأسست في نهاية عام 1924 في مدينة نيويورك، تعمل الجمعية على تعزيز الدراسة العلمية للّغة. تنشر الجمعية اثنتين من المجلات العلمية, Language و المجلة ذات الوصول المفتوح Semantics and Pragmatics. اجتماعاتها السنوية التي تُعقد في كل شتاء، تعمل على تعزيز النقاش بين أعضائها من خلال عرض البحوث المُراجعة، فضلا عن إجراء الأعمال الرسمية للجمعية. منذ عام 1928 قدَّمت الجمعيَّة تدريبًا للغويين من خلال الدورات التي عقدتها كل سنتين في Lignuistic Institutes الخاصة بها التي تُقام في الصيف. تعمل الجمعية وأعضاؤها البالغ عددهم 3500 عضوًا على رفع مستوى الوعي عن المسائل اللغوية مع العوام وتُساهم في مناقشات السياسات المُتعلِّقة بالقضايا التي ترعاها بما في ذلك التعليم ثنائي اللغة والحفاظ على اللغات المهددة بالانقراض.

## التاريخ
تأسست جمعية اللسانيات الأمريكية في 28 كانون الأول / ديسمبر 1924، عندما التقى حوالي 75 لغويًّا لاختيار الإداريين وتصديق دستور الجمعية، وتقديم أوراق عمل من أجل تسهيل التواصل في مجال اللسانيات. الأعضاء المؤسسون شملوا 31 امرأةً معظمهم يعملون كمعلمين وليس باحثين في المؤسسات البحثية. بحلول عام 1935، نصف هؤلاء الأعضاء تركوا الجمعية—وكذلك فعل عدد مماثل من الأعضاء الذكور—، وكان ذلك بشكل أساسيٍّ بسبب الاحترافية في مجال اللسانيات الذي أثَّر على النساء اللائي كان أغلبهن يعملن خارج المؤسسات الأكاديمية.

## اللقاءات
أول اجتماع للجمعية جرى في 28 كانون الأول / ديسمبر1924 في المتحف الأمريكي للتاريخ الطبيعي في مدينة نيويورك. كانت الجمعية تجتمع مرتين في السنة؛ مرة في الصيف بالتزامن مع المعهد اللغوي ومرة أخرى في الشتاء، وسرى على هذا المنوال حتى عام 1982. منذ عام 1982 والجمعية تجتمع مرة واحدة سنويًّا في فصل الشتاء. جرت الاجتماعات في كانون الأول / ديسمبر حتى عام 1990، بعدها نُقلت الاجتماعات إلى أوائل يناير/ كانون الثاني.

## المنشورات
تنشر الجمعية مجلَّتين علميَّتين، بالإضافة لنشر وقائع المؤتمرات لاجتماع الفونولوجيا السنوي وSemantics and Linguistics Theory (اختصارًا: SALT) وجمعية لسانيات بركلي (اختصارًا: BLS) ، وملخصات المؤتمرات من اجتماعات الجمعية السنوية.

## الأهداف والتوعية
تهدف الجمعية إلى النهوض بالدراسة العلمية للغة وتعمل على تحقيق هذا الهدف عن طريق جهودها التوعيَّة. قامت الجمعية لمعرفتها بدورها الكبير في التوعية بإنشاء الأمانة العامة في واشنطن العاصمة في 1969 لتحسين التنسيق بين أعضائها وإدارة الجمعية. في نفس الوقت، بدأت الجمعية العمل مع المنظمات المهنية الأخرى للالتقاء وتبادل البحوث كجزء من Consortium of Social Science Associations (اختصارًا: COSSA). أثناء إدارة ريغان، بعد الاقتطاعات في تمويل العلوم الاجتماعية في 1981 ، قامت الجمعية بالإضافة إلى 9 منظمات مهنية أخرى بتأسيس الـCOSSA للدعوة لتمويل بحوث العلوم الاجتماعية.

## الجوائز
تستعرض الجمعية سلسلة من الجوائز خلال اجتماعها السنوي. قائمة الجوائز، أوصافها، وحامليها مبيَّنة أدناه:
- Best Paper in Language: awarded to the best paper published in the journal Language that year; all published papers written by at least one LSA author are eligible.[7]
- Early Career Award: awarded to a member who has made "outstanding contributions to the field of linguistics" early in their career.
- Excellence in Community Linguistics Award: awarded to members of language communities (typically outside the academic sphere of professional linguists) who make "outstanding contributions" for the benefit of their community’s language.
- Kenneth L. Hale Award: named after linguist Kenneth Hale, this award is given to a member who has done "outstanding work" on the documentation of a particular language or family of languages that is endangered or no longer spoken.
- Leonard Bloomfield Book Award: named after linguist Leonard Bloomfield, this award is given to a book that has made an "outstanding contribution of enduring value" to our understanding of language and linguistics.
- Linguistics Service Award: awarded to a member who has performed "distinguished service" for the Society
- Linguistics, Language and the Public Award: awarded to a member for work that "effectively increases public awareness and understanding of linguistics and language" in the four years immediately preceding the nomination deadline; works in any medium are eligible and can be considered for multiple cycles.
- Student Abstract Award: awarded to a student who has submitted an abstract to the Annual Meeting.
- Victoria A. Fromkin Lifetime Service Award: named after linguist Victoria Fromkin, this award is given to a member who has performed "extraordinary service to the discipline and to the Society" throughout their career
- Linguistics Journalism Award: First awarded in 2014, this award is given to "the journalist whose work best represents linguistics" in the prior year.[8][9]

## روابط خارجية
- (بالإنجليزية) الموقع الرسمي

  - المؤتمرات السابقة
- (بالإنجليزية) الموقع الرسمي
- (بالإنجليزية) eLanguage منصة ذات علاقة بالـLSA للمجلات اللغوية العلمية المتوفرة على الإنترنت للعموم (بالإنجليزية)

‌